# Royer (Saône-et-Loire)
Royer település Franciaországban, Saône-et-Loire megyében. Lakosainak száma 138 fő (2022. január 1.). Royer Ozenay, La Chapelle-sous-Brancion, Mancey és Martailly-lès-Brancion községekkel határos.

## Népesség
A település népessége az elmúlt években az alábbi módon változott:
| Lakosok száma | 128  | 131  | 134  | 131  | 130  | 128  | 131  | 135  | 138  |
|               | 2013 | 2015 | 2016 | 2017 | 2018 | 2019 | 2020 | 2021 | 2022 |